# César Cascabel
A César Cascabel Jules Verne regénye. A regényt, szokott módon, először a Magasin d'Éducation et de Récréation folyóirat közölte folytatásokban 1890. január elsejétől 1890. december 15-ig, majd Verne kiadója, Pierre-Jules Hetzel adta ki a Különleges utazások 51. és 52. köteteként. Az első kötet címe Mutatvány a jégen, a másodiké Az utazó cirkusz volt. A könyv eredeti címe Utazás vissza lett volna. A magyar kiadások César Cascabel, illetve Cirkuszkocsival a sarkvidéken át címmel jelentek meg.

## Tartalom
Kalifornia fővárosából, Sacramentóból indul haza, Franciaországba egy családi cirkusztársulat. A családfő César, felesége Cornélia, mindketten erőművészek. Nagyobbik fiúk, Jean zsonglőr, a kisebbik, Alexander akrobata, lányuk, Napoleona kötéltáncos. Számos állaton kívül még egy mindenes bohóc, Szegfűszeg alkotja a teljes társulatot.
Először keletnek indulnak, hogy New Yorkból áthajózzanak Európába. Ám egy váratlan fordulat arra készteti őket, hogy nyugatra tartsanak, Alaszkán, a Bering-szorosonon és Szibérián át érjék el Franciaországot. Az út számos módon teszi próbára a családot, és az útközben hozzájuk csatlakozó indián nőt és orosz férfiakat.
A César Cascabel vidám, humorral fűszerezett regény, talán a többi könyvnél több történéssel és kevesebb földrajzi, történelmi és természettudományi leírással. Külön szórakoztató, ahogy Verne rendszerint kikacsint az olvasóra, amikor a főhős mindent felülíró francia öntudatáról esik szó, ami elég gyakran előfordul ebben a regényben.
|  | Alább a cselekmény részletei következnek! |

Az öttagú francia Cascabel család 1867 elején Kaliforniában arra készül, hogy visszatérjen Franciaországba. César, az apa, erőművész a családi cirkuszban, ahogy felesége, Cornélia is. Nagyfiúk, Jean, zsonglőr, a kisebbik, Alexander tornász. Húguk, Napoleona kötéltáncos. A csapat tagja még Szegfűszeg, aki a cirkusz bohóca, mindenese, César segítője. A cirkuszkocsit, amely a Szép Vándor nevet kapta, két ló – Gladiátor és Vermuth húzza, Wagram és Marengo kutyák kísérik. Természetesen van majom is, John Bull, és egy Jako névre hallgató papagáj. César Cascabel hisz abban, hogy a francia nép szebb, jobb, mint bármelyik másik, kiváltképp az angoloknál, akiket ki sem állhat.
Miután elég pénzt gyűjtöttek össze ahhoz, hogy New Yorkból Európába hajózzanak, nekivágnak a Sacramentóból nyugatra tartó útnak. A Sierra Nevadán való átkeléshez fogadott három vezető azonban éjszaka ellopja az összes pénzüket – a tolvajok természetesen angolok voltak. A család César vezetésével úgy dönt, hogy ha kelet felé nem sikerül hazatérniük, akkor mennek nyugatnak, a Bering-szoros jóval keskenyebb, mint az Atlanti-óceán, és be is fagy télen, így át tudnak majd kelni rajta.
Számos kalandjuk akad, mire elérik az Orosz-Amerika határát, szerencsére a szerződtetett indián vezető, Ro-no, nem okoz csalódást. Az út során át kell haladniuk Angol-Columbián. Itt César tengelyt akaszt sir Edward Turner báróval, össze is verekednének, ha Cornélia nem lép közbe. A vita másnapján hajnalban indulnak tovább, hogy elkerüljük a további viszályt. Mint kiderül, Cornélia azért is siettette a korai indulást, mert éjszaka laposra verte a bárót.
Az orosz határőrök útlevél, papírok nélkül nem engedik be Cascabeléket Orosz-Amerikába, hiába minden trükk, kérlelés és vesztegetési kísérlet. Miközben a határ közelében táboroznak, hogy eldöntsék, mitévők legyenek, egy éjszaka lövöldözés hangjára riadnak. Kicsivel arrébb ráakadnak egy halott férfira és sebesült társára, akit egy indián lány, Kayette próbál megmenteni. A súlyosan megsebesült férfit a cirkuszkocsiba viszik, másnap reggel ismét a határra indulnak, mondván, a sebesültet muszáj átvinniük Sitkába, a fővárosba, hogy orvos lássa el.
A határon gondtalanul jutnak át, mert pár napja ütötte nyélbe az Egyesült Államok és Oroszország az Alaszka eladásáról szóló szerződést. Sitkában Harry doktor megmenti Szergej Vasziljevics életét, akit, mint kiderül, a Karnov-banda támadhatott meg, de szerencséjére kirabolni már nem volt idejük, mert Kayette és César a fiával időben odaért. Néhány sikeres cirkuszi előadást követően a felgyógyult Vasziljevics lányává fogadja megmentőjét, Kayette-et, és mindketten csatlakoznak a Cascabel családhoz Port Clarence-ig, az utolsó alaszkai településig tartó útjukon.
Ezen az úton fekszik a Yukon-erőd, ahol a helyi indiánok, eszkimók számára tart bemutató előadást a cirkusz. César meglepetésére az indiánok épp olyan ügyesen zsonglőrködnek, építenek embergúlát, mint ők. Már-már szégyen éri a világhírűnek mondott cirkuszt, amikor felesége elektromos sokkolót használva egy-egy kézfogással padlóra küldi a vállalkozókat.
Port Clarence-be érve Szergej Vasziljevics elárulja Césarnak, hogy ő valójában Narkin herceg fia, Narkin grófja, akit összeesküvés miatt a cári rendőrség letartóztatott, elítélt, de megszökött, és azóta  Észak-Amerikában bujkált Iván szolgájával. Ez az oka, hogy el akar válni az Oroszországba tartó családtól. César felajánlja, hogy mutatványosként tartson velük, ami álcának jó. Így persze a Kayette és Jean közt lassan szárba szökkenő szerelem tovább erősödhet.
Hónapokat várnak, hogy befagyjon a Bering-szoros. Az átkelés során nagy nehézségek közt érik csak el a kétharmad úton levő Diomida szigeteket, ahonnan a fókák támadása miatt menekülniük kell. Elvesztik két hőn szeretett lovukat, egy jégtáblán rekedve sodródnak északkeletnek. Elhaladnak a Wrangel, a Ljahov-szigetek mellett, miközben jégtáblájuk megerősödik, összenő más jéghegyekkel. Egy hatalmas viharban azonban Jean és Kayette elszakad tőlük, egy másik jégtáblán rekedve elsodródnak.
Másnap reggel a Ljahov-szigethez sodorja őket az áramlat, ahol a helyi törzs elfogja az utazókat, és csak jelentős váltságíj fejében engedné el őket. Ennek megszerzésére nincs semmi esélyük. A törzs foglya két másik ember is, akik rigai matróznak mondják magukat, de valójában a Vasziljevicset megtámadó Karnov-banda két tagja, akik kicsivel korábban estek fogságba, miután egy halászbárkán menekültek Alaszkából, amit épp úgy elragadott az áramlat, ahogy kicsivel később Cascabeléket.
César egy hasbeszélő mutatvánnyal átveri az őket fogva tartó Csu-Csuk törzsfőnököt és népét, akik nem csak szabadon engedik őket, de visszaadják minden ellopott holmijukat és az elveszett lovakat rénszarvasokkal pótolják. A két bandatag álmatróz, Ortik és Kircsev a családdal tart.
Ismét hosszas utazás következik, számos kaland, mire elérnek az Uralhoz, közeli úti céljuk Perm városa, amely mellett Narkin herceg palotája áll, a végső változatlanul Franciaország. A két álmatrózra kezdetektől gyanakodással tekintő Kayette az Uralban egy éjszaka kihallgatja Ortikot, amikor az régi bandatagjaival beszélget. Megtudja, hogy tisztában vannak Narkin gróf kilétével, céljuk, hogy egyrészt kirabolják Cascabeléket, másrészt a hatóság kezére juttassák Narkin grófot. Kayette megosztja a hallottakat Césarral. Mivel a rablók Permben készülnek lecsapni, így ők is kivárnak.
Megérkeznek Permbe, ahol nagyszabású előadást tartanak. A gróf közben titokban meglátogatja apját, a herceget valszkai kastélyában. Az előadás második fele egy néma színdarab, a Fekete-erdő haramiái. César megkéri Ortikot és Kircsevet, hogy segítsenek a rablóbanda megformálásában, esetleg szóljanak ismerőseiknek is, hogy még látványosabb legyen az előadás. A két csirkefogó kapva kap az alkalmon, és az egész Karnov-banda a színpadra lép. És amikor a darabban az elfogásuk következik, akkor nem a vézna Szegfűszeg, hanem valódi kozákok lepik el a színpadot – César titokban értesítette a hatóságokat.
Ortik menekülésképp megvádolja Cascabeléket Narkin gróf rejtegetésével. De II. Sándor orosz cár fél éve kegyelmet adott más foglyok mellett Narkin grófnak is, a családnak, a grófnak és Kayette-nek nincs mitől tartania.
És végül Jean elveszi Kayette-et. Alexander pedig előveszi a még Angol-Kolumbiában talált és azóta rejtegetett érckövét, amit aranytartalmúnak vél. Ezt Narkin gróf látatlanban megvásárolja a becsült árán. Ebből a család vonatra száll Franciaország felé, és viszik magukkal a cirkuszkocsit is, a Szép Vándort.
|  | Itt a vége a cselekmény részletezésének! |

## Könyvek és fejezetek

### Első rész (Mutatvány a jégen)
1. A család vagyona
2. A Cascabel család
3. A Sierra Nevada
4. Nagy elhatározás
5. Úton
6. Az út folytatása
7. A cariboun
8. A kóficok falujában
9. Tilos az átjárás
10. Kayette
11. Sitkában
12. Sitkától a Yukon-erődig
13. Cascabelné asszonyság tréfája
14. A Yukon-erődtől Port Clarence-ig
15. Port Clarence
16. Búcsú az újvilágtól

### Második rész (Az utazó cirkusz)
1. A Bering-szoros
2. Két áramlat között
3. Sodródó jégtáblán
4. November 16-tól december 2-ig
5. A Ljahov-szigetek
6. Tél a Katyelnij-szigeten
7. César Cascabel pompás tréfája
8. A jakutok földjén
9. A Szép vándor útja az Ob folyóig
10. Az Ob folyamtól az Urál hegységig
11. Az Urál hegységben
12. Befejezett utazás, amelynek nincs vége
13. Egy izgalmas nap története
14. Minden jó, ha jó a vége
15. Befejezés

## Szereplők
- César Cascabel (45), a cirkuszos család feje, erőművész
- Cornélia Vadrasse (40), César felesége, erőemelő
- Jean Cascabel (19), zsonglőr, Kayette férje,
- Alexander Cascabel (12), tornászakrobata
- Napoleona Cascabel (8), táncművész
- Nes Harley (35), Szegfűszeg, a cirkusz bohóca, mindenese,
- Wagram, a család spániele, nevét César hazafiasságának köszönheti,
- Marengo, a család uszkárja, nevét César hazafiasságának köszönheti,
- John Bull, majom, nevét César angol utálatának köszönheti,
- Jako, a beszélő papagáj,
- Wermouth, az egyik ló,
- Gladiátor, a másik ló,
- Szép Vándor, a cirkuszkocsi, szállásuk,
- Szergej Vasziljevics (45), gazdag orosz, aki Észak-Amerikát járja,
- Iván, Szergej Vasziljevics kísérője, csak holtában szereplője a regénynek,
- Narkin hercege, Perm környékének ura,
- Narkin grófja, a herceg fia, szökött rab,
- Kayette (15), indián lány
- William J. Morlan, sacramentói kereskedő,
- Ro-no, indián, útikalauz,
- Sir Edward Turner, angol báró,
- Harry, doktor Sitka városában
- Fir-fu, indián varázsló
- Csu-csok, a Ljahov szigetek törzsfőnöke,
- Ortik, a Karnov-banda tagja,
- Kircsev, a Karnov-banda tagja,
- Rosztov, a Karnov-banda tagja.

## Verne szülővárosa és a cirkusz
Amiens-i krónikák, helyi érdekeltségű kiadványok, múzeumi tárlók információiból megtudható például, hogy César Cascabel, a Kaméleonember valós személyiség volt, a Cirque Rancy legendás pantomimkészséggel megáldott művészeként járta a világot. Az utazócirkusz többször megfordult Amiens-ban is, ahol Verne 1871-től élt, s a cirkuszért rajongó író Cascabel alakításait is láthatta.
Alphonse Rancy, a híres cirkusz igazgatója 1898-ban társulatával előadta Verne történetét ─ a szerző jelenlétében ─, ezzel fejezve ki háláját a nagy író előtt, aki regényével megbecsülést szerzett az addig másodrendű művészekként kezelt artistáknak is.
Jules Verne 1889. június 23-án Amiens városának tanácsosaként Théodore Rancy jelenlétében avatta fel az új, az akkori legkorszerűbb színpadtechnikával felszerelt, kőből épült cirkuszt, amely ma is a regényíró nevét viseli (Cirque Jules Verne). Mivel cirkuszokat általában fővárosokban szoktak építeni, különlegesség számba ment ez az épület, amely méretével, játszási körülményeivel hamar Európa cirkuszi életének fontos tényezőjévé vált, ma is felkereshető.

## Érdekességek
- A regényben fontos szerepet kap Orosz-Amerika, azaz Alaszka orosz eladása az Egyesült Államoknak, 7,2 millió dollárért, a pontos időpont: 1867. október 18. Cascabel és társai Sitkában, a korábbi Új-Arhangelszkben részt vesznek az ünnepségen, amelyen az orosz zászlót leeresztik, és az Egyesült Államok zászlóját húzzák fel a helyére. A zászlófelvonásnak hagyománya lett, minden évben október 18-án, az Alaszka-napon, Sitkában kerül rá sor.

- Narkin grófot Verne részben az orosz P. A. Kropotkin hercegről mintázta.

- Szakértők szerint Cascabelék utazása Oroszországban közel sem lett volna olyan gördülékeny, mint a regényben. Akkoriban nem voltak utak, nem voltak gázlók a néha több kilométer széles folyamokon, az időjárás okozta kihívásokról nem is szólva.

- A Ljahov-sziget a mamutok kihalásától egészen 1933-ig lakatlan volt, ekkor a szovjet flotta kezdett bázisépítésbe. Az elnevezéssel is gond van, a Ljahov nem sziget, hanem szigetcsoport, az első felfedezőjéről kapta nevét. A szigetet Verne A Cynthia hajótöröttje regényének hősei is felkeresik.

- A problémák, gondok a  család egységével legyűrhetők, ez Verne a Grant kapitány gyermekei és a Egy sorsjegy története, valamint ennek a regényének egyik tanulsága.

- César Cascabel döntése, hogy ha nem megy kelet felé, akkor menjünk nyugat felé, hasonlatos Kéraban döntéséhez a Kéraban, a vasfejű Verne-regényben.

- 1867-től 1880-ig háromszáznyolcvannyolcezer-kilencszáznyolcvankét fókát ejtettek el csupán a Bering-szigeti vadászhelyeken - idézet a Két áramlat között fejezetből. Szép, pontos szám.

- A Katyelnij-szigetet finn eredetű, mintegy kétszázötven-háromszáz lelket számláló törzs lakja, férfiak, nők, gyerekek vegyesen. A csúf külsejű bennszülöttek kevésbé civilizáltak, mint a partvidék más népei, a csukcsok, a jukagirok vagy a szamojédek - idézet A Ljahov-szigetek fejezetből.

- A regényben használt mérföld (lieu) nagyjából négy kilométert jelent. A Szép Vándor minden délelőtt körülbelül húsz versztnyi, vagyis két és fél mérföldes utat tett meg, délután ugyanennyit, azaz naponta jó húsz kilométert - idézet A jakutok földjén fejezetből.

## Magyar kiadások
- Vass József Könyvkereskedése fordította: Zigány Árpád[5]
- 1892 Franklin-Társulat, fordította: Huszár Imre[5]
- 1901 Franklin-Társulat, fordította: Huszár Imre[5]
- 1965 Móra, Budapest, fordította: Bartócz Ilona · Illusztrálta: Bokros Ferenc[6]
- 1980 Móra, Budapest, ISBN 9631121690, fordította: Bartócz Ilona, illusztrálta: Bokros Ferenc[6]
- 2003 Unikornis, ISBN 9634274765, fordította: Bartócz Ilona[5]